# James Stewart of Beath
Sir James Stewart of Beath (* vor 1513; † 2. Juni 1544 in Dunblane, Perthshire) war ein schottischer Adliger.
Er entstammte einer Nebenlinie des Hauses Stewart. Er war der jüngste Sohn des Andrew Stewart, 1. Lord Avondale aus dessen Ehe mit Margaret Kennedy, Tochter des John Kennedy, 2. Lord Kennedy.
Er besaß das Gut Beath in Ayrshire und war Verwalter (Commendator) der Abtei von Saint Colme’s Inch in Fifeshire.
Nachdem sein Bruder Henry Stewart, 1. Lord Methven, Margaret Tudor, die Witwe König Jakobs IV. und Mutter König Jakobs V. geheiratet hatte, setzte ihn seine Schwägerin 1528 als Captain und Constable von Doune Castle ein. In der Folgezeit hatte er auch das Hofamt eines Gentleman of the Bedchamber für Jakob V. inne und war Lieutenant seiner Leibwache.
Nachdem ihn Königin Maria I. auch als Steward von Menteith in Perthshire eingesetzt hatte, wurde er an Weißensonntag 1544 in Dunblane von Mitgliedern der Familie Edmondstone of Duntreath, die dieses Amt zuvor innegehabt hatte, ermordet.
Spätestens 1533 hatte er Margaret Lindsay, Witwe des Richard Stewart, 3. Lord Innermeath, und Tochter des John Lindsay, 3. Lord Lindsay, geheiratet. Mit ihr hatte er drei Söhne und drei Töchter:
- Henry Stewart ⚭ 1567 Elizabeth Robertson;
- James Stewart, 1. Lord Doune (um 1529–1590) ⚭ Lady Margaret Campbell;
- Archibald Stewart († nach 1578), Provost von Edinburgh;
- Elizabeth Stewart ⚭ 1558 Sir Robert Crichton of Eliock;
- Marjory Stewart, ⚭ (1) James Ross of Craighton, ⚭ (2) John Lindsay of Dowhill;
- Margaret Stewart ⚭ 1554 James Ogilvie of Balfour.